# 唐梓洲
唐梓洲，教授，主要从事流形的几何与拓扑等方面的研究。入选中华人民共和国教育部第七批"长江学者"特聘教授，曾获香港求是科技基金会“杰出青年学者奖”、发展中国家科学院数学奖等奖项。